# Hyptiotes xinlongensis
Hyptiotes xinlongensis là một loài nhện trong họ Uloboridae.
Loài này thuộc chi Hyptiotes. Hyptiotes xinlongensis được miêu tả năm 1991 bởi Liu, Jia-Fu Wang & Peng.